# Pyxis (gènere)
Pyxis és un gènere de tortuga de la família Testudinidae endèmic de Madagascar.

## Taxonomia
Conté les següents espècies:
- Pyxis arachnoides (Tortuga aracnoide)
- Pyxis planicauda (Tortuga cuaplana)